# Biston pgraecum
Biston pgraecum là một loài bướm đêm trong họ Geometridae.